# Styra
Styra (en grec : Στύρα) est une municipalité du sud de l'île d'Eubée, en Grèce. 
La ville semble exister depuis des temps assez reculés, selon les récits mythiques. Dans L'Iliade, Homère mentionne la ville dans le Catalogue des vaisseaux. 